# Halcampa abtaoensis
Halcampa abtaoensis är en havsanemonart som beskrevs av Oscar Henrik Carlgren 1959. Halcampa abtaoensis ingår i släktet Halcampa och familjen Halcampidae. Inga underarter finns listade i Catalogue of Life.